# Witness to Apartheid
Witness to Apartheid è un documentario del 1986 diretto da Kevin Harris e Sharon I. Sopher candidato al premio Oscar al miglior documentario.